# CS-250
De CS-250 (Carretera Secundaria 250) is een secundaire weg in Andorra. De weg verbindt Canillo met Prats en is ongeveer een kilometer lang.
De weg heet over de gehele lengte Carretera de Prats.